# Robert Dorgebray
Robert Dorgebray, född 16 oktober 1915 i Nesles-la-Vallée, död 29 september 2005 i Paris, var en fransk tävlingscyklist.
Dorgebray blev olympisk guldmedaljör i laglinjelopp vid sommarspelen 1936 i Berlin.